# Verneuil (Charente)
Verneuil es una comuna y población de Francia, en la región de Poitou-Charentes, departamento de Charente, en el distrito de Confolens y cantón de Montemboeuf.
Su población en el censo de 1999 era de 85 habitantes.
No está integrada en ninguna Communauté de communes u organismo similar.

## Demografía
| 168 | 137 | 121 | 105 | 102 | 85 |
| Para los censos de 1962 a 1999 la población legal corresponde a la población sin duplicidades (Fuente: INSEE [Consultar]) |     |     |     |     |    |